# «Балтимор Колтс» в сезоне 1970
Сезон 1970 года «Балтимор Колтс» начал при новом тренере — Доне Маккаферти, сменившего Дона Шула. В это же время в лиге произошли изменения: Американская и Национальная футбольные лиги слились воедино и образовали одноимённые футбольные конференции, каждые из которых были ещё разделены на три дивизиона (Центральный, Восточный и Западный). «Колтс» переместили в Американскую футбольную конференцию в Восточный дивизион. Они то и стали его первыми победителями, выиграв Супербоул V.

## Регулярный сезон

### Неделя 1
- Сан-Диего Чарджерс — Балтимор Колтс — 14:16 (0:0, 0:3, 7:7, 7:6). 20 сентября 1970 года, «Сан-Диего Стэдиум» (47782), Сан-Диего.

Джон О’Брайен (Б) в своём первом профессиональном выступлении сделал три филд-гола, включая один за 56 секунд до конца матча принёсший «Колтс» победу. Гари Гаррисон (С-Д) поймал два тачдаун-паса от ветерана «Чарджерс» квотербека Джона Хэйдла. Рекорд Лэнса Элворта за самую длинную серию последовательных матчей, в которых он ловил один или более пасов, прервался на 96.

### Неделя 2
- Балтимор Колтс — Канзас-Сити Чифс — 24:44 (0:10, 7:21, 3:3, 14:10). 28 сентября 1970 года, «Мемориал Стэдиум» (53911), Балтимор.

Лен Доусон сделал четыре тачдаун-паса, включая два на Фрэнка Питтса. Джонни Робинсон три раза перехватывал мяч, один из которых закончился тачдауном и укрепил крупную победу «Чифс» над «Колтс». Пять перехватов Канзаса (три Робинсона и два Эммита Томаса) стали лучшим показателем команды за два года. Ирл Моррал сделал три тачдаун-паса за «Колтс».

## Турнирная таблица дивизиона
В = Выигрышей, П = Поражений, Н = Ничьи, П% = Процент выигранных матчей, ОЗ = Очков забито, ОП = Очков пропущено
| Попали в плей-офф |

| Восток АФК      |    |    |   |      |     |     |
| Команда         | В  | П  | Н | П%   | ОЗ  | ОП  |
| Baltimore Colts | 11 | 2  | 1 | .846 | 321 | 234 |
| Miami Dolphins  | 10 | 4  | 0 | .714 | 297 | 228 |
| New York Jets   | 4  | 10 | 0 | .286 | 255 | 286 |
| Buffalo Bills   | 3  | 10 | 1 | .231 | 204 | 337 |
| Boston Patriots | 2  | 12 | 0 | .143 | 149 | 361 |

## Стадия плей-офф
- Плей-офф дивизионов

Балтимор Колтс — Цинциннати Бенгалс 17:0
- Финал конференции

Балтимор Колтс — Окленд Рэйдерс 27:17
- Супербоул V

Балтимор Колтс — Даллас Ковбойз 16:13